# Exochus tuxedus
Exochus tuxedus är en stekelart som beskrevs av Ian D. Gauld och Sithole 2002. Exochus tuxedus ingår i släktet Exochus och familjen brokparasitsteklar. Inga underarter finns listade i Catalogue of Life.